# Есхин (државник)
Есхин (стгрч. Αἰσχίνης Ἀτρομήτου Κοθωκίδης; 389 – 314 пре нове ере) био је грчки државник и један од десет атичких беседника.

## Биографија
Иако се зна да је рођен у Атини, записи о његовој породици и раном животу су опречни; али изгледа вероватно да су његови родитељи, иако сиромашни, били угледни. Есхинов отац је био Атромет, учитељ писања у основној школи. Мајка Глаукотеја помагала је у верским обредима иницијације за сиромашне. Након што је помагао оцу у његовој школи, опробао се у глуми. Касније је одлично служио у војсци и имао је неколико чиновничких места, међу њима и канцеларију у Булу. Међу походима у којима је Есхин учествовао били су Флије на Пелопонезу (368. п. н. е.), битка код Мантинеје (362. п. н. е.) и Фокионов поход на Еубеју (349. п. н. е.). Пад Олинта (348. п. н. е.) довео је Есхина у политичку арену, и он је послат у дипломатску мисију да подигне Пелопонез против Филипа II Македонског.
У пролеће 347, Есхин се обратио скупштини десет хиљада у Мегалополису, Аркадији, позивајући их да се уједине и бране своју независност од Филипа Македонског. У лето 347. п. н. е. био је члан мировне мисије код Филипа, где је сматрао да је потребно, да би се супротставио предрасудама које су имали његови противници, да брани Филипа и опише га на састанку атинског народног сабора као некога ко је потпуно Грк. Његово отезање током другог посланства (346. п. н. е.) послатог да ратификује услове мира довело је до тога да су га Демостен и Тимарх оптужили за велеиздају. Есхин је узвратио тврдњом да је Тимарх изгубио право да говори пред народом као последица младалачких разврата због чега је стекао репутацију да је проститутка и да се проституише са многим мушкарцима у лучком граду Пиреју. Тужба је успела и Тимарх је осуђен на атимију и политички је уништен, према Демостену. Овај коментар је касније протумачио Псеудо-Плутарх у својим Животима десет беседника као што значи да се Тимарх обесио по изласку из скупштине, што су неки савремени историчари оспорили.
Ова беседа, Против Тимарха , сматра се важном због већине атинских закона које цитира. Као последица његовог успешног напада на Тимарха, Есхин је ослобођен оптужби за издају.
Године 343. п. н. е. напад на Есхина је поновио Демостен у свом говору О лажној амбасади. Есхин је одговорио у говору са истим насловом и поново је ослобођен. Године 339. п. н. е., као један од атинских посланика (pylagorae) у Амфиктионском савету, одржао је говор који је довео до Четвртог светог рата.
Као освета, Есхин је настојао да кривицу за ове катастрофе свали на Демостена. Током 336. п. н. е., када је Ктесифон предложио да његов пријатељ Демостен буде награђен златном круном за своје истакнуте заслуге држави, Есхин га је оптужио да је прекршио закон када је поднео захтев. Ствар је остала у мировању до 330. п. н. е., када су два ривала одржала своје говоре Против Ктесифона и О круни. Исход је биопотпуна и надмоћна победа Демостена.
Отишао је у добровољно изгнанство на острво Родос (да би избегао пресуду пороте, која би вероватно обухватала наредбу да исплати велику суму новца), где је отворио школу реторике. Након тога се преселио на Самос, где је умро у 75. години. 
Његова три говора су древни народи називали „Три грације“, и сматрају се најбољим, поред Демостенових. 
Фотије је знао за девет његових писама које је назвао Девет муза; дванаест објављених под његовим именом (Epistolographi Graeci) нису оригинални.

## Дела
Сачувана су три Есхинова говора:
- Против Тимарха
- О лажној амбасади
- Против Ктесифона (κατα Κτησιφωντος)

### Издања дела
- Andreas Weidner (1872)
- Friedrich Blass (Teubner, 1896)
- Thomas Leland, Weidner (1872), (1878), G. A. Simcox и W. H. Simcox (1866), Drake (1872), Richardson (1889), G. Watkin и Evelyn S. Shuckburgh (1890).
- The Speeches of Aeschines. пр. Charles Darwin Adams. Loeb Classical Library 106. Harvard University Press; London, William Heinemann Ltd. 1919. Available at archive.org
- Mervin R. Dilts, ур. (1997). Orationes. Vieweg+Teubner Verlag. стр. 1997. ISBN 3-8154-1009-6.
- Aeschines (2000). The Oratory of Classical Greece Volume 3. Превод: Chris Carey. Austin: University of Texas Press. ISBN 0-292-71222-7.